# Campionato oceaniano di calcio Under-19
Il Campionato oceaniano di calcio Under-19, ufficialmente OFC Under 19 Championship (precedentemente noto anche come OFC Under 20 Championship), è una competizione calcistica riservata a nazionali giovanili organizzata dalla Oceania Football Confederation. Viene disputata con cadenza variabile circa ogni due anni e garantisce la qualificazione al Campionato mondiale di calcio Under-20.
Dal 1974 al 2012 il torneo era disputato da nazionali Under-20, cioè composte da calciatori di età minore di 20 anni mentre nel 2013 il limite è stato ridotto a meno di 19 anni di età.

## Squadre ammesse
Quattordici nazioni hanno diritto a partecipare al torneo, sono:
- Samoa Americane
- Isole Cook
- Figi
- Kiribati
- Nuova Caledonia
- Nuova Zelanda
- Niue

- Papua Nuova Guinea
- Samoa
- Isole Salomone
- Tahiti (Polinesia Francese)
- Tuvalu
- Tonga
- Vanuatu

### Ex squadre partecipanti
- Israele (ora è membro UEFA)
- Taipei cinese (ora è membro AFC )
- Australia (ora è membro AFC )

## Risultati
| Squadra            | 1º                                                                          | 2º                                           | 3º | 4º |
| ------------------ | --------------------------------------------------------------------------- | -------------------------------------------- | -- | -- |
| Australia          | 12 (1978, 1982, 1985, 1986, 1988, 1990, 1994, 1997, 1998, 2001, 2002, 2005) | 1 (1980)                                     | -  | -  |
| Nuova Zelanda      | 9 (1980, 1992, 2007, 2011, 2013, 2016, 2018, 2022, 2024)                    | 7 (1974, 1982, 1988, 1990, 1994, 1996, 2001) | 4  | -  |
| Tahiti             | 2 (1974, 2008)                                                              | 2 (1992, 2018)                               | -  | 3  |
| Figi               | 1 (2014)                                                                    | 6 (1978, 1998, 2003, 2007, 2013, 2022)       | 4  | 4  |
| Isole Salomone     | -                                                                           | 2 (2005, 2011)                               | 2  | 3  |
| Israele            | -                                                                           | 2 (1985, 1987)                               | -  | -  |
| Vanuatu            | -                                                                           | 2 (2014, 2016)                               | 4  | 2  |
| Nuova Caledonia    | -                                                                           | 2 (2008, 2024)                               | 4  | 3  |
| Taipei cinese      | -                                                                           | -                                            | 1  | 2  |
| Papua Nuova Guinea | -                                                                           | -                                            | -  | 2  |

## Albo d'oro
| 1974 | Polinesia francese           | Tahiti        | Nuova Zelanda   | Nuove Ebridi                  | Nuova Caledonia               |
| 1978 | Nuova Zelanda                | Australia     | Figi            | Nuova Zelanda                 | Papua Nuova Guinea            |
| 1980 | Figi                         | Nuova Zelanda | Australia       | Figi                          | Nuova Caledonia               |
| 1982 | Papua Nuova Guinea           | Australia     | Nuova Zelanda   | Figi                          | Papua Nuova Guinea            |
| 1985 | Australia                    | Australia     | Israele         | Nuova Zelanda                 | Taipei cinese                 |
| 1986 | Nuova Zelanda                | Australia     | Israele         | Nuova Zelanda                 | Taipei cinese                 |
| 1988 | Figi                         | Australia     | Nuova Zelanda   | Taipei cinese                 | Figi                          |
| 1990 | Figi                         | Australia     | Nuova Zelanda   | Vanuatu                       | Tahiti                        |
| 1992 | Polinesia francese           | Nuova Zelanda | Tahiti          | Figi                          | Vanuatu                       |
| 1994 | Figi                         | Australia     | Nuova Zelanda   | Isole Salomone                | Vanuatu                       |
| 1997 | Polinesia francese           | Australia     | Nuova Zelanda   | Figi                          | Tahiti                        |
| 1998 | Samoa                        | Australia     | Figi            | Nuova Zelanda                 | Isole Salomone                |
| 2001 | Nuova Caledonia e Isole Cook | Australia     | Nuova Zelanda   | Finale 3º posto non disputata | Finale 3º posto non disputata |
| 2002 | Vanuatu e Figi               | Australia     | Figi            | Finale 3º posto non disputata | Finale 3º posto non disputata |
| 2005 | Isole Salomone               | Australia     | Isole Salomone  | Vanuatu                       | Figi                          |
| 2007 | Nuova Zelanda                | Nuova Zelanda | Figi            | Isole Salomone                | Nuova Caledonia               |
| 2008 | Polinesia francese           | Tahiti        | Nuova Caledonia | Nuova Zelanda                 | Figi                          |
| 2011 | Nuova Zelanda                | Nuova Zelanda | Isole Salomone  | Vanuatu                       | Figi                          |
| 2013 | Figi                         | Nuova Zelanda | Figi            | Vanuatu                       | Nuova Caledonia               |
| 2014 | Figi                         | Figi          | Vanuatu         | Nuova Caledonia               | Isole Salomone                |
| 2016 | Vanuatu                      | Nuova Zelanda | Vanuatu         | Finale 3º posto non disputata | Finale 3º posto non disputata |
| 2018 | Polinesia francese           | Nuova Zelanda | Tahiti          | Nuova Caledonia               | Isole Salomone                |
| 2022 | Samoa                        | Nuova Zelanda | Figi            | Nuova Caledonia               | Tahiti                        |
| 2024 | Samoa                        | Nuova Zelanda | Nuova Caledonia | Isole Salomone                | Figi                          |